# Bernard Kręczyński
Bernard Ryszard Kręczyński (* 2. März 1950 in Stargard Szczeciński, nach anderen Angaben am 28. April 1953) ist ein ehemaliger polnischer Radrennfahrer. Er nahm an der Mannschaftsverfolgung bei den Olympischen Sommerspielen 1972 teil.

## Sportliche Laufbahn
Sein erster Verein war LKS Pomorze Stargard in Stargard. Anschließend trainierte er in Gryf Szczecin unter der Leitung von Trainer Waldemar Mosbauer. Kręczyński trat bei den Olympischen Sommerspielen 1972 in München in den Farben Polens an, wo er in der Mannschaftsverfolgung den vierten Platz belegte. Die anderen Teammitglieder waren Paweł Kaczorowski, Janusz Kierzkowski und Mieczysław Nowicki. In der Qualifikation fuhr Jerzy Głowacki für Kręczyński. Im Zweier-Mannschaftsfahren holte er den polnischen Titel 1981 mit Ryszard Konkolewski als Partner. 1971 wurde er Vizemeister in der Einerverfolgung.
Die Tour du Vaucluse 1974 beendete er auf Position 3 in der Gesamtwertung.
Bei der Internationalen Friedensfahrt 1974 gehörte er zum Team des Mannschaftssiegers Polen (mit Jan Brzeźny, Józef Kaczmarek, Janusz Kowalski, Tadeusz Mytnik und Stanisław Szozda), auf der 4. Etappe wurde er 6., die Einzelwertung schloss er als 27. ab.
Bei der DDR-Rundfahrt 1976 belegte er auf der 1. Etappe – gleichzeitig das 70. Straßenrennen Rund um Berlin um den Großen Preis der Berliner Zeitung – nach André Van den Steen den 2. Rang und war bester polnischer Fahrer, wurde auf der 5. Etappe Vierter und errang beim Sieg von Siegbert Schmeißer hinter Uwe Freese den 3. Platz in der Gesamtwertung, avancierte damit zum besten ausländischen und polnischen Fahrer.
Bernhard Kręczyński ist 1,85 m groß.

## Familie
Sein Onkel war der ehemalige polnische Radrennfahrer und nationale Meister im Radsport Bernard Pruski.